# 贝尔凯尔
贝尔凯尔（法語：Belcaire，法語發音：[bɛlkɛʁ] ⓘ）是法国奥德省的一个市镇，属于利穆区。

## 地理
贝尔凯尔（42°48'57"N, 1°57'26"E）面积30.68 平方千米，位于法国奧克西塔尼大區奥德省，该省份为法国南部沿海省份，北起塔恩省，西北接上加龙省，西接阿列日省，南至东比利牛斯省，东临地中海，东北与埃罗省接壤。
与贝尔凯尔接壤的市镇（或旧市镇、城区）包括：富加和巴里讷夫、卡米拉克、尼奥尔德索、罗克弗伊、贝莱斯塔。

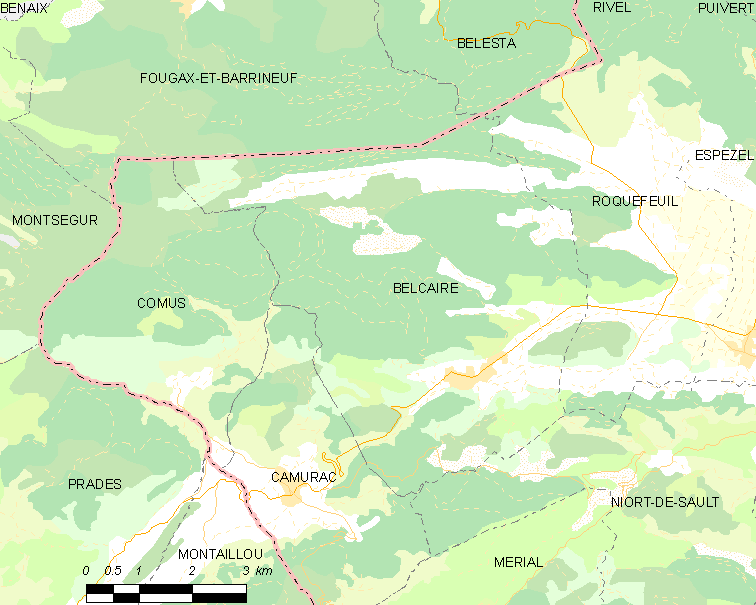
贝尔凯尔的OSM定位图

贝尔凯尔的时区为UTC+01:00、UTC+02:00（夏令时）。

## 行政
贝尔凯尔的邮政编码为11340，INSEE市镇编码为11028。

## 政治
贝尔凯尔所属的省级选区为上奥德河谷县。

## 人口

1962-2008年间贝尔凯尔人口变化图示

贝尔凯尔于2022年1月1日时的人口数量为369人。